# Витвицкий, Александр Павлович
Александр Павлович Витвицкий — советский хозяйственный деятель, Герой Социалистического Труда.

## Биография
Родился в 1924 году в селе Тарасовка. Член КПСС.
Участник Великой Отечественной войны: телефон ст телефона кабельной связи 805-го отдельного батальона связи 350-й стрелковой Житомирской Краснознамённой ордена Богдана Хмельницкого дивизии 27-го стрелкового корпуса 13-й армии 1-го Украинского фронта
Окончил Винницкий сельскохозяйственный институт.
В 1946—1984 годах — тракторист, механизатор, бригадир комплексной бригады колхоза «Заря коммунизма» Жмеринского района Винницкой области.
Указом Президиума Верховного Совета СССР от 22 декабря 1977 года присвоено звание Героя Социалистического Труда с вручением ордена Ленина и золотой медали «Серп и Молот».
Делегат XXV съезда КПСС.
С 1984 года — персональный пенсионер союзного значения.
Умер в Жмеринском районе Винницкой области в 2007 году.

## Награды и звания
- Герой Социалистического Труда (22.12.1977)
- Орден Ленина (15.12.1972, 22.12.1977)
- Орден Отечественной войны II степени (06.04.1985)
- Орден Знак Почёта (31.12.1965)